# Sarcophage romain

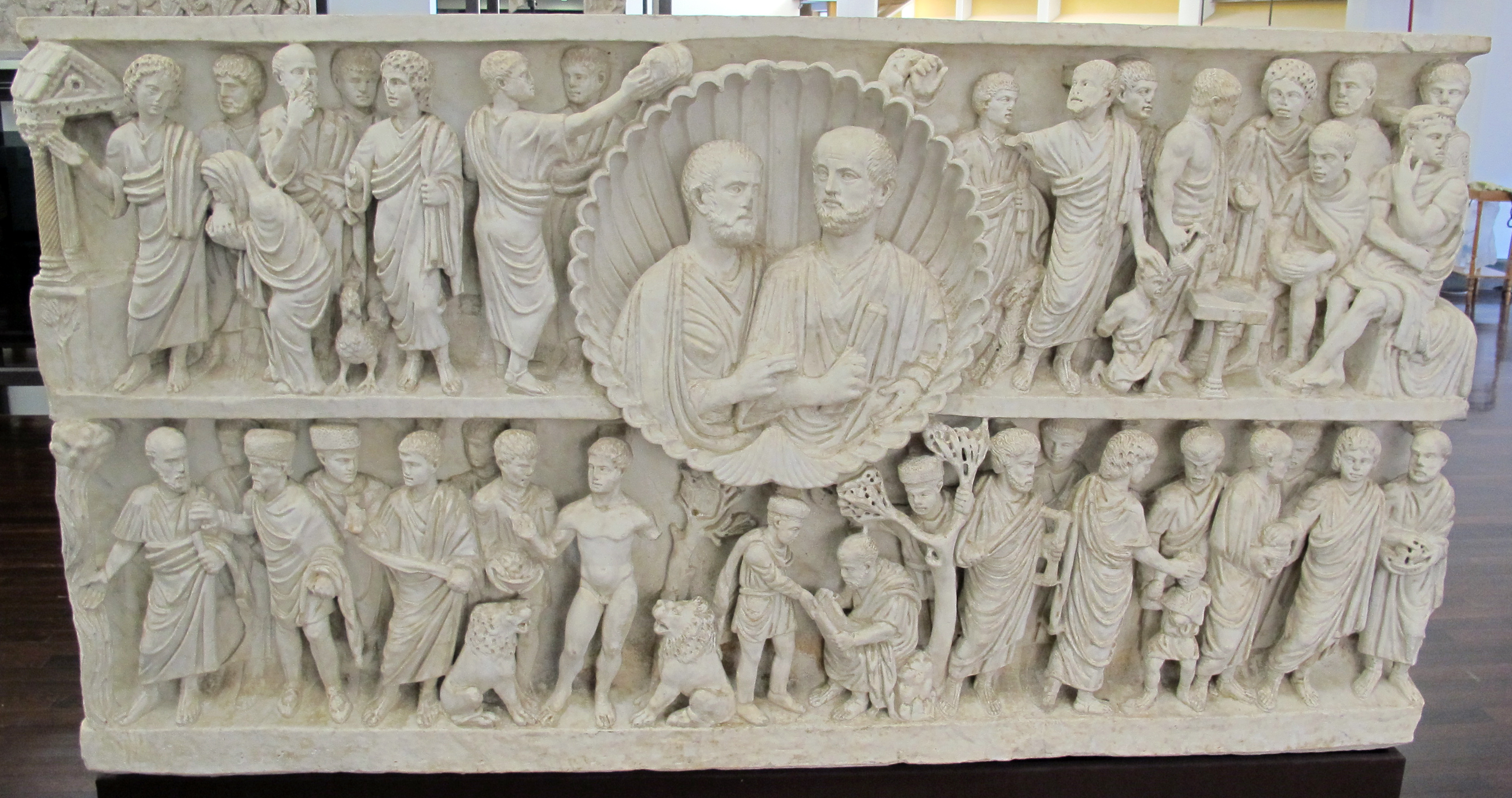
Sarcophage des Deux Frères avec des scènes bibliques (musée Pio Cristiano)

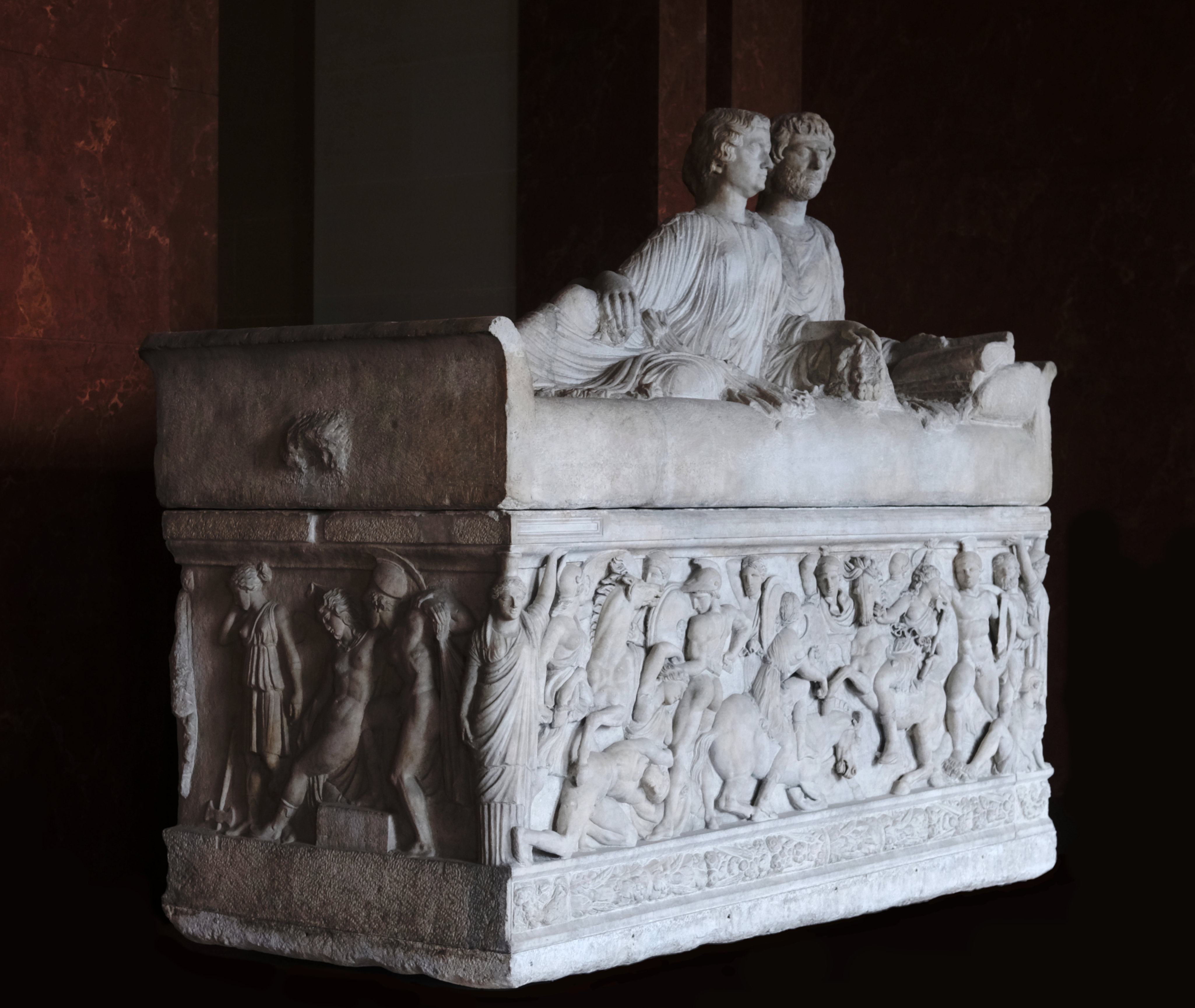
Sarcophage d'un couple de défunts : Combat entre les Grecs et les Amazones, Couple de défunts (couvercle) - Louvre, Paris.

Un sarcophage romain est un élément des pratiques funéraires de l'époque romaine, surtout entre le IIe siècle av. J.-C. et le IIIe siècle. Les sarcophages sont utilisés pour enterrer les morts, en particulier ceux issus des classes fortunées.
Fabriqués dans divers matériaux, le pépérin, le tuf, le marbre et le porphyre rouge, ils sont richement ornés de bas-reliefs aux thèmes variés.
À l'époque romaine, les tombes devaient se trouver à l'extérieur du périmètre sacré de la cité, le pomerium à Rome, et étaient implantées le long des voies qui partaient des villes. À Rome, elles se retrouvaient autour de la via Appia, la via Ostiense et la via Trionfale. Des nécropoles et des monuments funéraires apparaissent le long de ces voies. Cette pratique s'étend également dans l'Empire romain.
Les défunts provenant de familles fortunées et qui choisissaient l'inhumation étaient souvent enterrés dans des sarcophages sculptés et placés dans des monuments funéraires. Cette pratique supplante progressivement celle de l'incinération.
Les sarcophages étaient décorés sur trois côtés, le côté sans ornement étant adossé à un mur, contrairement aux sarcophages de Grèce ou d'Asie mineure qui sont sculptés sur les quatre côtés pour être placés au milieu d'un petit temple.
Les thèmes décoratifs qui reviennent fréquemment sur les sarcophages sont les guirlandes de fruits et de fleurs, des compositions héraldiques où des figures tiennent un portrait du défunt, des scènes illustrant la vie publique ou privée du défunt à l'aide d'éléments mythiques ou allégoriques, comme le mariage, la vie militaire, l'offrande d'un sacrifice, formes de préparation à la vie dans l'au-delà.

## Quelques exemples

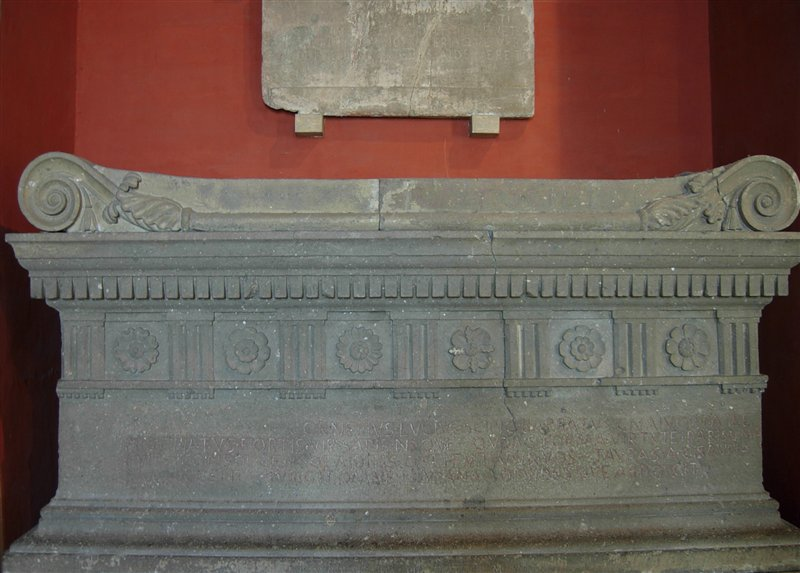
Sarcophage de Lucius Cornelius Scipio Barbatus (IIIe siècle av. J.-C.)
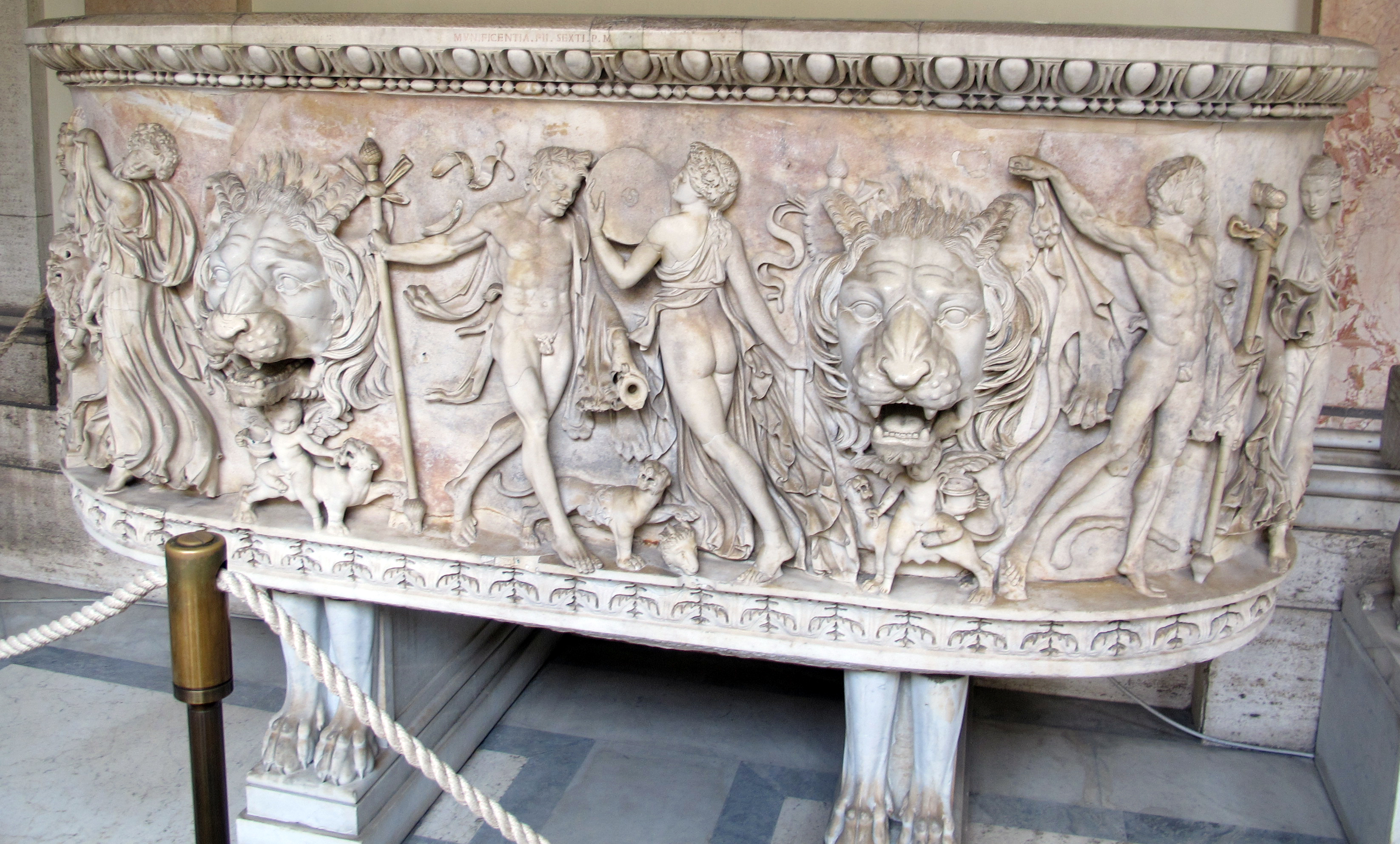
Sarcophage avec un cortège dionysiaque, (IIe siècle)
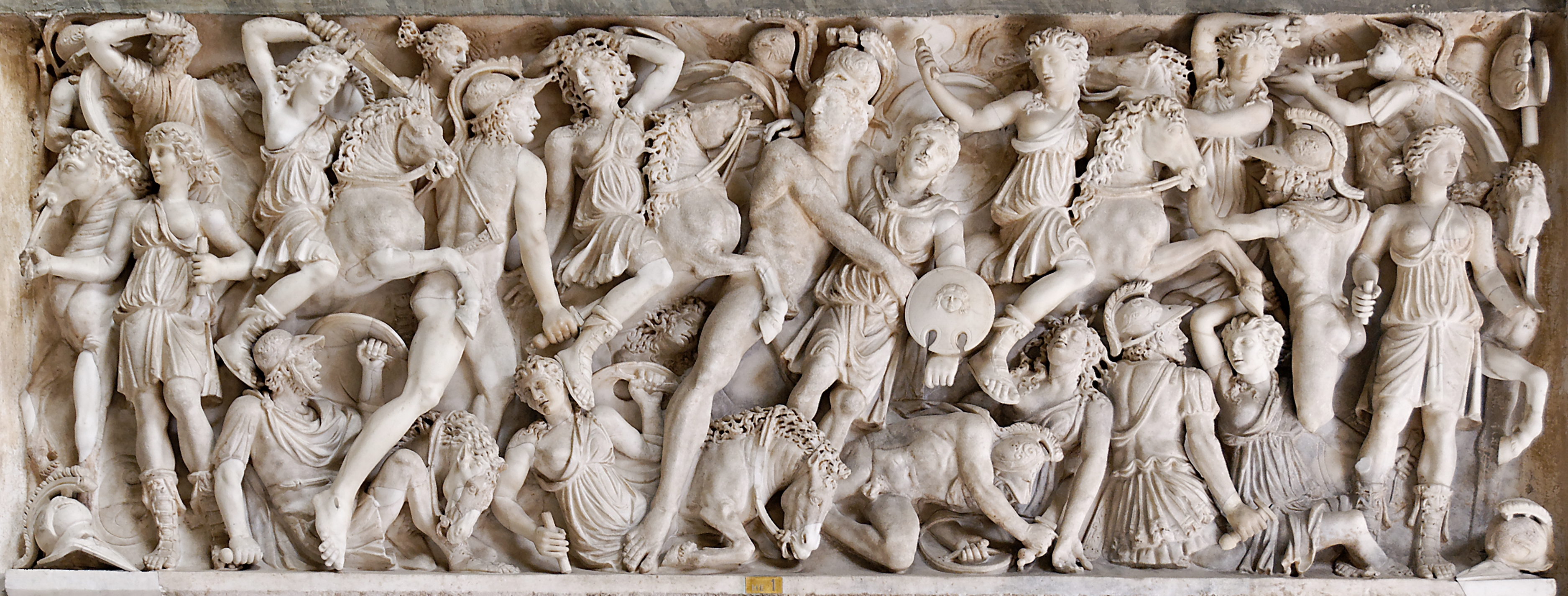
Sarcophage avec une scène de la guerre de Troie, le combat des Achéens contre les Amazones.
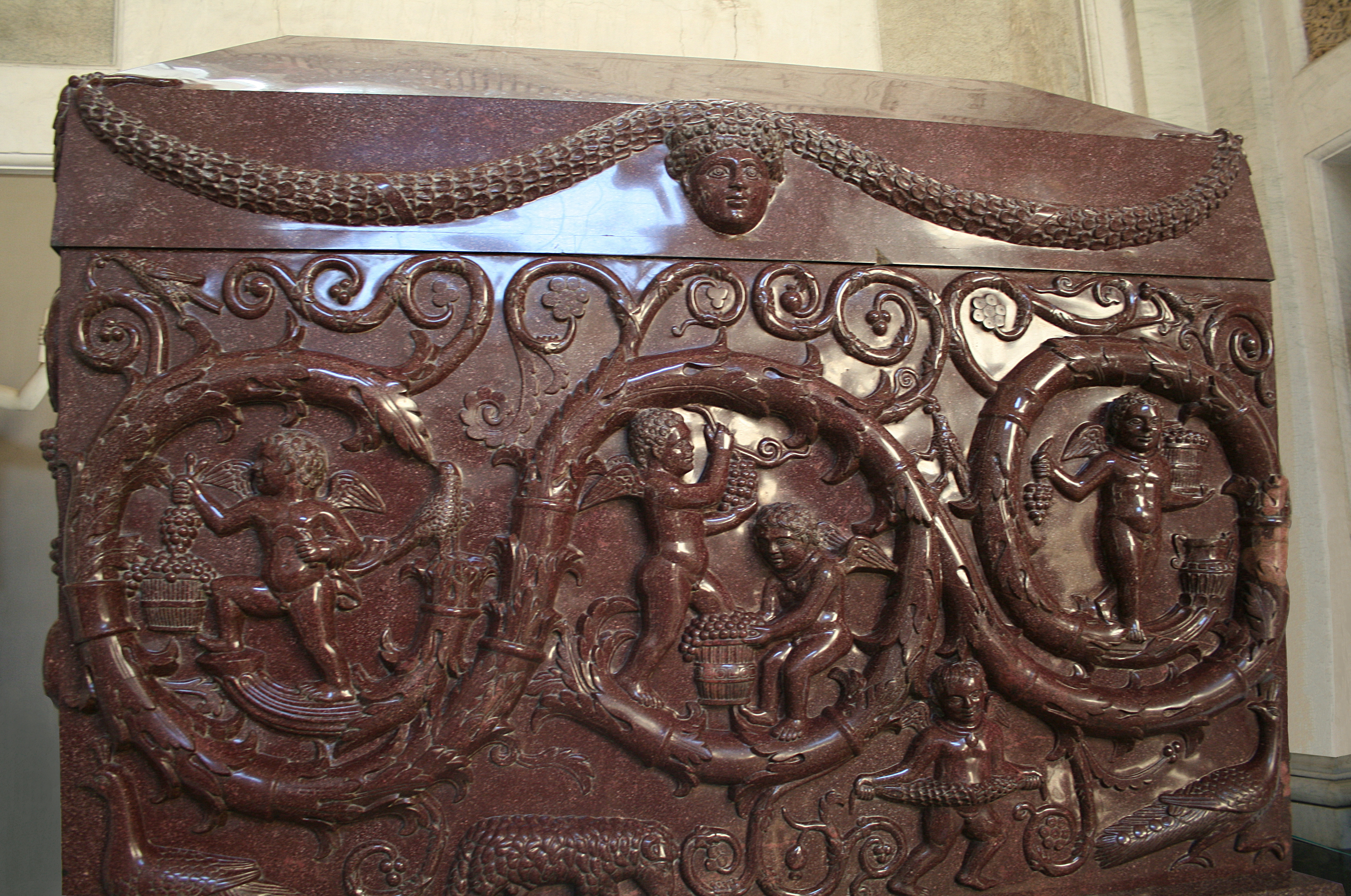
Sarcophage de Constance (fille de l'empereur Constantin Ier).
Grand sarcophage Ludovisi, combat entre Romains et Barbares (IIIe siècle)
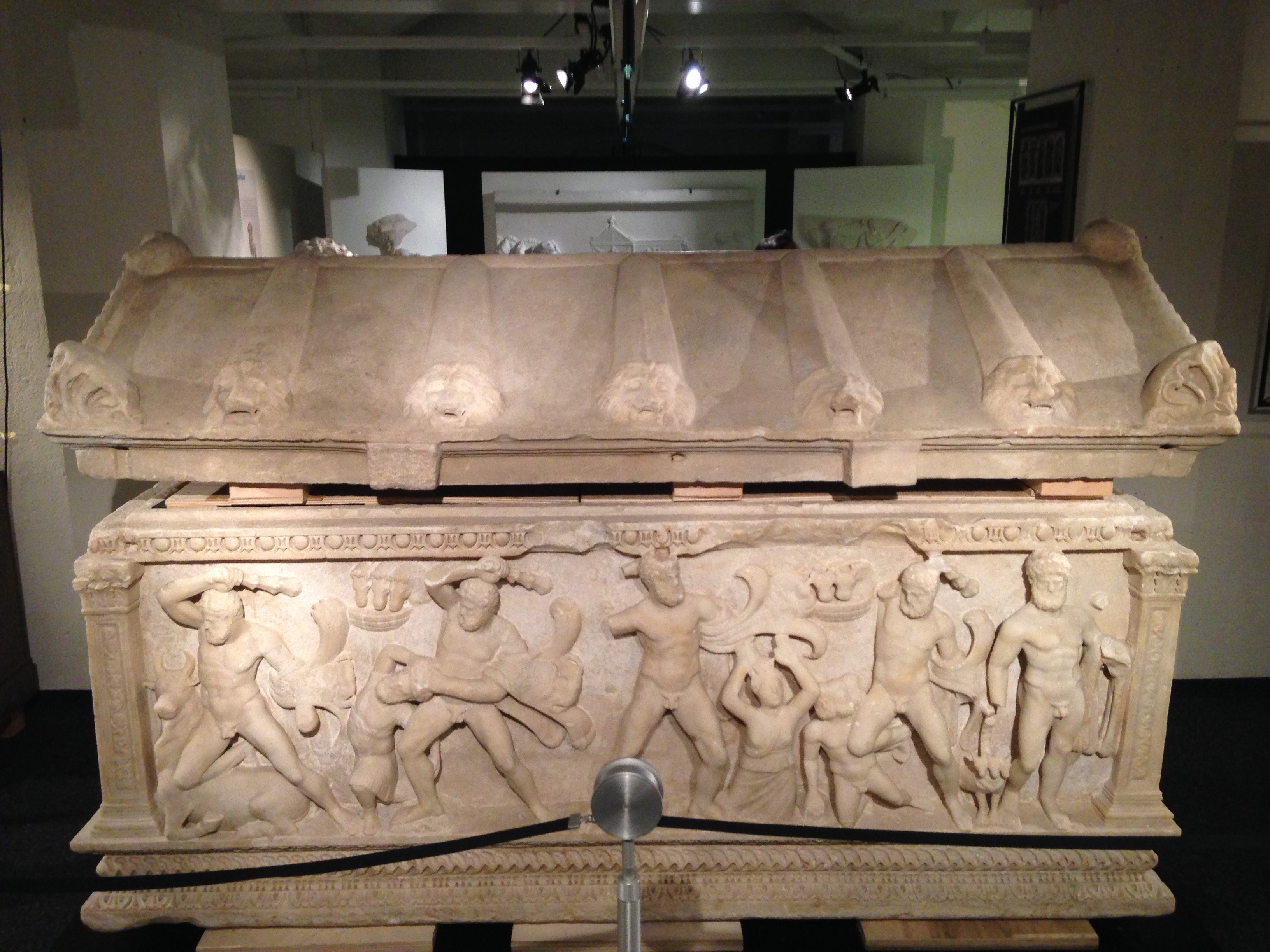
Sarcophage d'Hercule trouvé à Pergé.